# Convocazioni alla Volleyball Nations League femminile 2024
Elenco delle giocatrici convocate per la Volleyball Nations League 2024.

## Brasile
| N° | Nome                   | Ruolo | Data di nascita  | Squadra           |
| -- | ---------------------- | ----- | ---------------- | ----------------- |
| -  | José Roberto Guimarães | All   | 31 luglio 1954   | Türk Hava Yolları |
| 1  | Nyeme Costa            | L     | 11 ottobre 1998  | Minas             |
| 2  | Diana Alecrim          | C     | 22 febbraio 1999 | Türk Hava Yolları |
| 3  | Mácris Carneiro        | P     | 3 marzo 1989     | Türk Hava Yolları |
| 5  | Priscila Daroit        | S     | 10 agosto 1988   | Minas             |
| 6  | Thaísa de Menezes      | C     | 15 maggio 1987   | Minas             |
| 7  | Rosamaria Montibeller  | O     | 9 aprile 1994    | Denso Airybees    |
| 8  | Júlia Kudiess          | C     | 2 gennaio 2003   | Minas             |
| 9  | Roberta Ratzke         | P     | 28 aprile 1990   | ŁKS               |
| 10 | Gabriela Guimarães     | S     | 19 maggio 1994   | VakıfBank         |
| 12 | Ana Cristina de Souza  | S     | 7 aprile 2004    | Fenerbahçe        |
| 14 | Natália de Araújo      | L     | 10 aprile 1997   | Praia Clube       |
| 15 | Ana Carolina da Silva  | C     | 8 aprile 1991    | Savino Del Bene   |
| 16 | Kisy do Nascimento     | O     | 28 gennaio 2000  | Minas             |
| 17 | Júlia Bergmann         | S     | 21 febbraio 2001 | Türk Hava Yolları |
| 19 | Tainara Santos         | O     | 9 marzo 2000     | Praia Clube       |
| 24 | Lorenne Teixeira       | O     | 8 gennaio 1996   | Osasco            |
| 26 | Luzia Nezzo            | C     | 17 marzo 2004    | Barueri           |
| 28 | Helena Hoengen         | S     | 11 febbraio 2005 | Rio de Janeiro    |

## Bulgaria
| N° | Nome                | Ruolo | Data di nascita  | Squadra       |
| -- | ------------------- | ----- | ---------------- | ------------- |
| -  | Lorenzo Micelli     | All   | 24 ottobre 1970  | Olympiakos    |
| 1  | Emileta Račeva      | S     | 26 novembre 1998 | CSKA Sofia    |
| 5  | Marija Jordanova    | S     | 25 maggio 2002   | Nilüfer       |
| 6  | Miroslava Paskova   | S     | 16 febbraio 1996 | Békéscsabai   |
| 8  | Petja Barakova      | P     | 18 giugno 1994   | Târgoviște    |
| 9  | Elena Bečeva        | S     | 30 maggio 1998   | RC Cannes     |
| 10 | Vangelija Račkovska | S     | 19 luglio 1997   | TED Ankara    |
| 11 | Marija Krivošijska  | C     | 6 settembre 2001 | Marica        |
| 12 | Iva Dudova          | O     | 11 febbraio 2006 | Marica        |
| 13 | Mila Paškuleva      | L     | 6 settembre 2003 | Marica        |
| 14 | Borislava Săjkova   | C     | 14 luglio 2000   | Marica        |
| 15 | Žana Todorova       | L     | 6 gennaio 1997   | Marica        |
| 16 | Mirela Šahpazova    | P     | 28 ottobre 1997  | Corona Brașov |
| 23 | Mikaela Stojanova   | O     | 23 giugno 2005   | Levski Sofia  |
| 24 | Margarita Gunčeva   | P     | 12 giugno 2006   | Marica        |
| 27 | Alexandra Săjkova   | C     | 22 luglio 2003   | CSKA Sofia    |
| 28 | Merelin Nikolova    | O     | 17 maggio 2003   | AEK Atene     |
| 29 | Kaja Nikolova       | C     | 28 ottobre 2006  | CSKA Sofia    |

## Canada
| N° | Nome              | Ruolo | Data di nascita  | Squadra           |
| -- | ----------------- | ----- | ---------------- | ----------------- |
| -  | Shannon Winzer    | All   | -                | -                 |
| 3  | Kiera Van Ryk     | O     | 6 gennaio 1999   | Türk Hava Yolları |
| 4  | Vicky Savard      | S     | 14 febbraio 1993 | Thīras            |
| 5  | Julia Murmann     | L     | 10 novembre 2002 | Toronto           |
| 6  | Jazmine White     | C     | 14 dicembre 1993 | Schweriner        |
| 7  | Layne Van Buskirk | C     | 19 febbraio 1998 | Vegas Thrill      |
| 8  | Alicia Ogoms      | C     | 2 aprile 1994    | Béziers           |
| 9  | Alexa Gray        | S     | 7 agosto 1994    | Eczacıbaşı        |
| 10 | Courtney Baker    | P     | 14 luglio 1997   | Terville Florange |
| 11 | Andrea Mitrovic   | S     | 3 giugno 1999    | Budowlani Łódź    |
| 13 | Brie O'Reilly     | P     | 24 gennaio 1998  | Rio de Janeiro    |
| 14 | Hillary Howe      | S     | 16 giugno 1998   | Radomka           |
| 15 | Shainah Joseph    | O     | 15 maggio 1995   | Orlando Valkyries |
| 17 | Kacey Jost        | L     | 15 febbraio 2000 | British Columbia  |
| 19 | Emily Maglio      | C     | 13 novembre 1996 | Levallois Paris   |

## Cina
| N° | Nome            | Ruolo | Data di nascita   | Squadra         |
| -- | --------------- | ----- | ----------------- | --------------- |
| -  | Cai Bin         | All   | 7 ottobre 1996    | -               |
| 1  | Yuan Xinyue     | C     | 21 dicembre 1996  | Tianjin         |
| 2  | Zhu Ting        | S     | 29 novembre 1994  | Savino Del Bene |
| 3  | Diao Linyu      | P     | 29 marzo 1994     | Jiangsu         |
| 4  | Yang Hanyu      | C     | 12 ottobre 1999   | Shandong        |
| 5  | Gao Yi          | C     | 22 luglio 1998    | Shanghai        |
| 6  | Gong Xiangyu    | O     | 21 aprile 1997    | Jiangsu         |
| 7  | Wang Yuanyuan   | C     | 14 luglio 1997    | Tianjin         |
| 8  | Xu Xiaoting     | P     | 21 gennaio 1998   | Shanghai        |
| 9  | Zhang Changning | S     | 6 novembre 1995   | Jiangsu         |
| 10 | Wang Yunlu      | S     | 20 maggio 1996    | Beijing         |
| 11 | Zhong Hui       | S     | 8 dicembre 1997   | Shanghai        |
| 12 | Li Yingying     | S     | 19 febbraio 2000  | Tianjin         |
| 14 | Zheng Yixin     | O     | 6 maggio 1995     | Fujian          |
| 16 | Ding Xia        | P     | 13 gennaio 1990   | Chemik Police   |
| 17 | Ni Feifan       | L     | 14 febbraio 2001  | Jiangsu         |
| 18 | Wang Mengjie    | L     | 14 novembre 1995  | Shandong        |
| 19 | Wang Yizhu      | S     | 23 marzo 2001     | Tianjin         |
| 21 | Wu Mengjie      | S     | 10 settembre 2002 | Jiangsu         |
| 22 | Zhuang Yushan   | S     | 28 aprile 2003    | Fujian          |
| 23 | Wang Wenhan     | C     | 28 giugno 2002    | Tianjin         |

## Corea del Sud
| N° | Nome             | Ruolo | Data di nascita  | Squadra           |
| -- | ---------------- | ----- | ---------------- | ----------------- |
| -  | Fernando Morales | All   | 4 febbraio 1982  | Evansville        |
| 3  | Kim Da-in        | P     | 15 ottobre 1998  | Hyundai Hillstate |
| 4  | Han Da-hye       | L     | 28 febbraio 1995 | GS Caltex Seoul   |
| 5  | Kim Chae-won     | L     | 15 agosto 1997   | IBK Altos         |
| 7  | Kim Ji-won       | P     | 26 ottobre 2001  | GS Caltex Seoul   |
| 9  | Lee Ju-ah        | C     | 21 agosto 2000   | Pink Spiders      |
| 10 | Kang So-hwi      | S     | 18 luglio 1997   | GS Caltex Seoul   |
| 11 | Choi Jeong-min   | C     | 21 dicembre 2002 | IBK Altos         |
| 12 | Lee Da-hyeon     | C     | 11 novembre 2001 | Hyundai Hillstate |
| 13 | Park Jeong-ah    | S     | 26 marzo 1993    | AI Peppers        |
| 16 | Jeong Ji-yun     | S     | 1º gennaio 2001  | Hyundai Hillstate |
| 17 | Jung Ho-young    | C     | 23 agosto 2001   | Red Sparks        |
| 19 | Pyo Seung-ju     | S     | 7 agosto 1992    | IBK Altos         |
| 20 | Park Sa-rang     | P     | 26 agosto 2003   | AI Peppers        |
| 22 | Park Su-yeon     | L     | 17 aprile 2003   | Pink Spiders      |
| 71 | Moon Ji-yun      | O     | 25 luglio 2000   | GS Caltex Seoul   |

## Francia
| N° | Nome                  | Ruolo | Data di nascita   | Squadra            |
| -- | --------------------- | ----- | ----------------- | ------------------ |
| -  | Émile Rousseaux       | All   | 3 aprile 1961     | IFVB               |
| 1  | Héléna Cazaute        | S     | 17 dicembre 1997  | Pro Victoria       |
| 3  | Amandine Giardino     | L     | 30 marzo 1995     | Neptunes de Nantes |
| 4  | Christina Bauer       | C     | 1º gennaio 1988   | Venelles           |
| 7  | Iman Ndiaye           | O     | 13 gennaio 2001   | Chamalières        |
| 8  | Manon Bernard         | L     | 23 gennaio 1995   | Béziers            |
| 9  | Nina Stojiljković     | P     | 1º settembre 1996 | Çukurova           |
| 10 | Fatoumata Fanguédou   | C     | 27 giugno 2003    | Chamalières        |
| 11 | Lucille Gicquel       | O     | 13 novembre 1997  | Nilüfer            |
| 15 | Amandha Sylves        | C     | 29 dicembre 2000  | Cuneo Granda       |
| 21 | Éva Elouga            | C     | 14 ottobre 1999   | Marcq-en-Barœul    |
| 23 | Léandra Olinga-Andela | C     | 12 agosto 1997    | Īlysiakos          |
| 53 | Maéva Schalk          | S     | 14 dicembre 2005  | Volero Le Cannet   |
| 63 | Émilie Respaut        | P     | 25 aprile 2003    | Neptunes de Nantes |
| 75 | Guewe Diouf           | S     | 15 giugno 2002    | CSM Bucarest       |
| 88 | Amélie Rotar          | S     | 24 ottobre 2000   | Neptunes de Nantes |
| 91 | Halimatou Bah         | S     | 21 dicembre 2003  | Chamalières        |
| 98 | Sabine Haewegene      | S     | 9 maggio 1994     | Chamalières        |
| 99 | Juliette Gelin        | L     | 2 novembre 2001   | Levallois Paris    |

## Germania
| N° | Nome               | Ruolo | Data di nascita  | Squadra           |
| -- | ------------------ | ----- | ---------------- | ----------------- |
| -  | Alexander Waibl    | All   | 20 marzo 1968    | Dresdner          |
| 2  | Pia Kästner        | P     | 29 giugno 1998   | Schweriner        |
| 3  | Annie Cesar        | L     | 26 aprile 1997   | PTSV Aachen       |
| 4  | Anna Pogany        | L     | 21 luglio 1994   | Schweriner        |
| 6  | Antonia Stautz     | S     | 15 dicembre 1993 | Potsdam           |
| 8  | Kimberly Drewniok  | O     | 11 agosto 1997   | Radnički Belgrado |
| 9  | Lina Alsmeier      | S     | 29 giugno 2000   | Firenze           |
| 10 | Lena Stigrot       | S     | 20 dicembre 1994 | Cuneo Granda      |
| 13 | Emilia Weske       | O     | 26 marzo 2001    | Rice              |
| 14 | Marie Schölzel     | C     | 1º agosto 1997   | Radomka           |
| 15 | Romy Jatzko        | S     | 26 gennaio 2000  | Chieri '76        |
| 16 | Anastasia Cekulaev | C     | 1º luglio 2003   | Potsdam           |
| 18 | Leana Grozer       | S     | 23 aprile 2007   | Schweriner        |
| 20 | Lena Kindermann    | O     | 27 luglio 1999   | Suhl              |
| 21 | Camilla Weitzel    | C     | 11 giugno 2000   | Chieri '76        |
| 22 | Monique Strubbe    | C     | 5 luglio 2001    | MTV Stoccarda     |
| 23 | Sarah Straube      | P     | 26 aprile 2002   | Dresdner          |
| 43 | Hannah Kohn        | P     | 18 giugno 2003   | Vilsbiburg        |

## Giappone
| N° | Nome             | Ruolo | Data di nascita  | Squadra               |
| -- | ---------------- | ----- | ---------------- | --------------------- |
| -  | Masayoshi Manabe | All   | 21 agosto 1963   | -                     |
| 1  | Koyomi Iwasaki   | P     | 1º maggio 1989   | Saitama Ageo Medics   |
| 2  | Kotona Hayashi   | S     | 13 novembre 1999 | JT Marvelous          |
| 3  | Sarina Koga      | S     | 21 maggio 1996   | NEC Red Rockets       |
| 4  | Mayu Ishikawa    | S     | 14 maggio 2000   | Firenze               |
| 6  | Nanami Seki      | P     | 12 giugno 1999   | Toray Arrows          |
| 7  | Aya Watanabe     | C     | 23 aprile 1991   | Hitachi Astemo Rivale |
| 8  | Manami Kojima    | L     | 7 novembre 1994  | NEC Red Rockets       |
| 9  | Mizuki Tanaka    | S     | 28 gennaio 1996  | JT Marvelous          |
| 10 | Arisa Inoue      | S     | 8 maggio 1995    | Victorina Himeji      |
| 11 | Nichika Yamada   | C     | 24 febbraio 2000 | NEC Red Rockets       |
| 12 | Satomi Fukudome  | L     | 23 novembre 1997 | Denso Airybees        |
| 13 | Tamaki Matsui    | P     | 10 gennaio 1998  | Amavolei              |
| 15 | Airi Miyabe      | C     | 29 luglio 1998   | Victorina Himeji      |
| 16 | Ai Kurogo        | S     | 14 giugno 1998   | Saitama Ageo Medics   |
| 20 | Ayaka Araki      | C     | 2 settembre 2001 | Hisamitsu Springs     |
| 21 | Yukiko Wada      | O     | 8 gennaio 2002   | JT Marvelous          |

## Italia
| N° | Nome                | Ruolo | Data di nascita   | Squadra           |
| -- | ------------------- | ----- | ----------------- | ----------------- |
| -  | Julio Velasco       | All   | 9 febbraio 1952   | -                 |
| 1  | Marina Lubian       | C     | 11 aprile 2000    | Imoco             |
| 2  | Alice Degradi       | S     | 10 aprile 1996    | Megavolley        |
| 3  | Carlotta Cambi      | P     | 28 maggio 1996    | Pinerolo          |
| 4  | Francesca Bosio     | P     | 7 agosto 1997     | AGIL              |
| 5  | Ilaria Spirito      | L     | 20 febbraio 1994  | Chieri '76        |
| 6  | Monica De Gennaro   | L     | 8 gennaio 1987    | Imoco             |
| 7  | Eleonora Fersino    | L     | 24 gennaio 2000   | AGIL              |
| 8  | Alessia Orro        | P     | 18 luglio 1998    | Pro Victoria      |
| 9  | Caterina Bosetti    | S     | 2 febbraio 1994   | AGIL              |
| 10 | Linda Nwakalor      | C     | 17 settembre 2002 | Savino Del Bene   |
| 11 | Anna Danesi         | C     | 20 aprile 1996    | AGIL              |
| 13 | Sara Bonifacio      | C     | 3 luglio 1996     | AGIL              |
| 16 | Stella Nervini      | S     | 10 settembre 2003 | Bergamo 1991      |
| 17 | Myriam Sylla        | S     | 8 gennaio 1995    | Pro Victoria      |
| 18 | Paola Egonu         | O     | 18 dicembre 1998  | Pro Victoria      |
| 19 | Sarah Fahr          | C     | 12 settembre 2001 | Imoco             |
| 21 | Loveth Omoruyi      | S     | 25 agosto 2002    | Chieri '76        |
| 22 | Camilla Mingardi    | O     | 19 ottobre 1997   | Gresik Petrokimia |
| 24 | Ekaterina Antropova | O     | 19 marzo 2003     | Savino Del Bene   |
| 25 | Yasmina Akrari      | C     | 31 agosto 1993    | Pinerolo          |
| 27 | Gaia Giovannini     | S     | 17 dicembre 2001  | Megavolley        |

## Paesi Bassi
| N° | Nome            | Ruolo | Data di nascita   | Squadra            |
| -- | --------------- | ----- | ----------------- | ------------------ |
| -  | Felix Koslowski | All   | 18 marzo 1984     | Schweriner         |
| 1  | Kirsten Knip    | L     | 14 settembre 1992 | Dynamo Apeldoorn   |
| 3  | Hester Jasper   | S     | 7 maggio 2001     | Dresdner           |
| 4  | Celeste Plak    | S     | 26 ottobre 1995   | Beşiktaş           |
| 5  | Jolien Knollema | S     | 5 gennaio 2003    | MTV Stoccarda      |
| 7  | Juliët Lohuis   | C     | 10 settembre 1996 | Casalmaggiore      |
| 10 | Sarah van Aalen | P     | 21 gennaio 2000   | VakıfBank          |
| 11 | Anne Buijs      | S     | 2 dicembre 1991   | AGIL               |
| 12 | Britt Bongaerts | P     | 3 novembre 1996   | MTV Stoccarda      |
| 14 | Laura Dijkema   | P     | 18 febbraio 1990  | Megavolley         |
| 16 | Indy Baijens    | C     | 4 febbraio 2001   | Schweriner         |
| 18 | Marrit Jasper   | S     | 28 febbraio 1996  | Neptunes de Nantes |
| 19 | Nika Daalderop  | S     | 29 novembre 1998  | Pro Victoria       |
| 23 | Eline Timmerman | C     | 30 dicembre 1998  | MTV Stoccarda      |
| 25 | Florien Reesink | L     | 9 giugno 1998     | Genève             |
| 26 | Elles Dambrink  | O     | 22 giugno 2003    | Schweriner         |
| 33 | Nova Marring    | S     | 6 settembre 2001  | Schweriner         |

## Polonia
| N° | Nome                    | Ruolo | Data di nascita   | Squadra            |
| -- | ----------------------- | ----- | ----------------- | ------------------ |
| -  | Stefano Lavarini        | All   | 17 gennaio 1979   | Fenerbahçe         |
| 3  | Klaudia Alagierska      | C     | 2 gennaio 1996    | ŁKS                |
| 4  | Marlena Plesnierowicz   | P     | 9 gennaio 1992    | Chemik Police      |
| 5  | Agnieszka Kąkolewska    | C     | 17 ottobre 1994   | Chemik Police      |
| 6  | Kamila Ganszczyk        | C     | 2 dicembre 1991   | ŁKS                |
| 7  | Monika Bociek           | O     | 6 aprile 1996     | Radomka            |
| 9  | Magdalena Stysiak       | O     | 3 dicembre 2000   | Fenerbahçe         |
| 10 | Monika Fedusio          | S     | 6 novembre 1999   | Chemik Police      |
| 11 | Martyna Łukasik         | S     | 26 novembre 1999  | Chemik Police      |
| 12 | Aleksandra Szczygłowska | L     | 22 marzo 1998     | Developres Rzeszów |
| 14 | Joanna Wołosz           | P     | 7 aprile 1990     | Imoco              |
| 15 | Martyna Czyrniańska     | S     | 13 ottobre 2003   | Eczacıbaşı         |
| 16 | Justyna Łysiak          | L     | 20 gennaio 1999   | Budowlani Łódź     |
| 17 | Malwina Smarzek         | O     | 3 giugno 1996     | Casalmaggiore      |
| 19 | Weronika Centka         | C     | 6 settembre 2000  | Developres Rzeszów |
| 24 | Paulina Damaske         | S     | 1º giugno 2001    | BKS                |
| 26 | Katarzyna Wenerska      | P     | 9 marzo 1993      | Developres Rzeszów |
| 27 | Joanna Pacak            | C     | 9 giugno 1996     | BKS                |
| 28 | Julita Piasecka         | S     | 25 settembre 2002 | ŁKS                |
| 30 | Olivia Różański         | S     | 5 giugno 1997     | Bergamo 1991       |
| 41 | Natalia Kurnikowska     | S     | 13 gennaio 1992   | Chemik Police      |
| 95 | Magdalena Jurczyk       | C     | 25 ottobre 1995   | Developres Rzeszów |

## Rep. Dominicana
| N° | Nome               | Ruolo | Data di nascita   | Squadra           |
| -- | ------------------ | ----- | ----------------- | ----------------- |
| -  | Marcos Kwiek       | All   | 18 luglio 1967    | Campinas          |
| 1  | Cándida Arias      | C     | 11 marzo 1992     | Azərreyl          |
| 2  | Yaneirys Rodríguez | L     | 26 giugno 2000    | -                 |
| 3  | Lisvel Eve         | S     | 10 settembre 1991 | PTT               |
| 4  | Vielka Peralta     | S     | 13 aprile 1999    | Azərreyl          |
| 6  | Ariana Rodríguez   | P     | 3 novembre 2005   | Miami (Florida)   |
| 7  | Niverka Marte      | P     | 19 ottobre 1990   | -                 |
| 8  | Alondra Tapia      | O     | 19 maggio 2004    | Deportivo Géminis |
| 11 | Geraldine González | C     | 18 aprile 2002    | Mirador           |
| 15 | Madeline Guillén   | S     | 4 giugno 2001     | Göztepe           |
| 16 | Yonkaira Peña      | S     | 10 maggio 1993    | Minas             |
| 20 | Brayelin Martínez  | S     | 11 settembre 1996 | Dinamo-Ak Bars    |
| 21 | Jineiry Martínez   | C     | 3 dicembre 1997   | Azərreyl          |
| 23 | Gaila González     | O     | 22 giugno 1997    | Kuzeyboru         |
| 25 | Larysmer Martínez  | L     | 18 ottobre 1996   | -                 |

## Serbia
| N° | Nome               | Ruolo | Data di nascita   | Squadra                |
| -- | ------------------ | ----- | ----------------- | ---------------------- |
| -  | Giovanni Guidetti  | All   | 20 settembre 1972 | VakıfBank              |
| 2  | Katarina Lazović   | S     | 12 settembre 1999 | Galatasaray            |
| 3  | Minja Osmajić      | C     | 12 febbraio 2003  | Jedinstvo Stara Pazova |
| 8  | Slađana Mirković   | P     | 7 ottobre 1995    | PTT                    |
| 9  | Aleksandra Uzelac  | S     | 27 luglio 2004    | Fluminense             |
| 11 | Hena Kurtagić      | C     | 27 agosto 2004    | Neptunes de Nantes     |
| 12 | Teodora Pušić      | L     | 12 marzo 1993     | Pro Victoria           |
| 13 | Ana Bjelica        | O     | 3 aprile 1992     | Budowlani Łódź         |
| 16 | Aleksandra Jegdić  | L     | 9 ottobre 1994    | Dresdner               |
| 17 | Silvija Radović    | L     | 15 marzo 1986     | Lugoj                  |
| 19 | Bojana Milenković  | S     | 6 marzo 1997      | Prometej               |
| 21 | Ana Malešević      | C     | 30 marzo 2002     | TENT                   |
| 22 | Sara Lozo          | S     | 29 aprile 1997    | Saitama Ageo Medics    |
| 23 | Milica Vidačić     | O     | 8 ottobre 2005    | TENT                   |
| 24 | Milica Medved      | L     | 16 gennaio 2002   | Jedinstvo Stara Pazova |
| 25 | Iva Šućurović      | C     | 28 luglio 2004    | Jedinstvo Stara Pazova |
| 26 | Maša Kirov         | C     | 16 agosto 2005    | Volero Le Cannet       |
| 27 | Vanja Bukilić      | O     | 13 giugno 1999    | Korea Expressway       |
| 28 | Marija Miljević    | P     | 9 luglio 1998     | Jedinstvo Stara Pazova |
| 30 | Rada Perović       | P     | 13 aprile 2001    | Ub                     |
| 32 | Bojana Gočanin     | L     | 25 settembre 2002 | TENT                   |
| 33 | Jovana Cvetković   | S     | 25 marzo 2002     | TENT                   |
| 34 | Branka Tica        | S     | 23 agosto 2003    | Jedinstvo Stara Pazova |
| 35 | Mina Mijatović     | S     | 16 ottobre 2001   | TENT                   |
| 40 | Vanja Ivanović     | S     | 22 ottobre 2004   | Železničar Lajkovac    |
| 41 | Nataša Čikuc-Deans | C     | 8 marzo 2003      | TENT                   |

## Stati Uniti
| N° | Nome                 | Ruolo | Data di nascita   | Squadra         |
| -- | -------------------- | ----- | ----------------- | --------------- |
| -  | Karch Kiraly         | All   | 11 marzo 1960     | -               |
| 1  | Micha Hancock        | P     | 10 novembre 1992  | Casalmaggiore   |
| 2  | Jordyn Poulter       | P     | 31 luglio 1997    | -               |
| 3  | Avery Skinner        | S     | 25 aprile 1999    | Chieri '76      |
| 4  | Justine Wong-Orantes | L     | 6 ottobre 1995    | Potsdam         |
| 5  | Alexandra Frantti    | S     | 3 marzo 1996      | VakıfBank       |
| 6  | Morgan Hentz         | L     | 27 luglio 1998    | Atlanta Vibe    |
| 7  | Lauren Carlini       | P     | 28 febbraio 1995  | Aydın BB        |
| 8  | Brionne Butler       | C     | 29 gennaio 1999   | Osasco          |
| 9  | Madisen Skinner      | S     | 1º luglio 2001    | Texas           |
| 10 | Jordan Larson        | S     | 16 ottobre 1986   | -               |
| 11 | Andrea Drews         | O     | 25 dicembre 1993  | JT Marvelous    |
| 12 | Jordan Thompson      | O     | 5 maggio 1997     | VakıfBank       |
| 13 | Sarah Wilhite        | S     | 20 luglio 1995    | Kuzeyboru       |
| 14 | Anna Stevenson       | C     | 8 luglio 1999     | Cuneo Granda    |
| 15 | Haleigh Washington   | C     | 22 settembre 1995 | Savino Del Bene |
| 16 | Dana Rettke          | C     | 21 gennaio 1999   | Pro Victoria    |
| 17 | Zoe Fleck            | L     | 29 settembre 2000 | Münster         |
| 18 | Asjia O'Neal         | C     | 23 ottobre 1999   | Columbus Fury   |
| 20 | Danielle Cuttino     | O     | 22 giugno 1996    | Galatasaray     |
| 22 | Kathryn Plummer      | S     | 16 ottobre 1998   | Imoco           |
| 23 | Kelsey Robinson      | S     | 25 giugno 1992    | Imoco           |
| 24 | Chiaka Ogbogu        | C     | 15 aprile 1995    | VakıfBank       |
| 29 | Khalia Lanier        | S     | 19 settembre 1998 | Imoco           |
| 37 | Kayla Haneline       | C     | 7 aprile 1994     | MTV Stoccarda   |

## Thailandia
| N° | Nome                   | Ruolo | Data di nascita  | Squadra               |
| -- | ---------------------- | ----- | ---------------- | --------------------- |
| -  | Nataphon Srisamutnak   | All   | 23 ottobre 1967  | -                     |
| 1  | Wipawee Srithong       | S     | 28 gennaio 1999  | Hyundai Hillstate     |
| 2  | Piyanut Pannoy         | L     | 10 novembre 1999 | Azərreyl              |
| 3  | Pornpun Guedpard       | P     | 5 maggio 1993    | IBK Altos             |
| 4  | Donphon Sinpho         | P     | 21 giugno 2004   | Nakhon Ratchasima     |
| 5  | Thatdao Nuekjang       | C     | 3 febbraio 1994  | Hitachi Astemo Rivale |
| 9  | Jidapa Nahuanong       | L     | 22 febbraio 2002 | Diamond Food          |
| 11 | Sasipapron Janthawisut | S     | 10 giugno 1997   | Hà Nội                |
| 12 | Hattaya Bamrungsuk     | C     | 12 agosto 1993   | PEA                   |
| 13 | Kanokporn Sangthong    | P     | 28 marzo 2005    | Supreme Chonburi      |
| 15 | Natthanicha Jaisaen    | P     | 21 maggio 1998   | Than Quảng Ninh       |
| 16 | Pimpichaya Kokram      | O     | 16 giugno 1998   | PEA                   |
| 18 | Ajcharaporn Kongyot    | S     | 18 giugno 1995   | NEC Red Rockets       |
| 19 | Chatchu-on Moksri      | S     | 11 giugno 1999   | Victorina Himeji      |
| 20 | Supattra Pairoj        | L     | 27 giugno 1990   | Supreme Chonburi      |
| 21 | Thanacha Sooksod       | O     | 26 maggio 2000   | Korea Expressway      |
| 23 | Kuttika Kaewpin        | S     | 16 agosto 1994   | PEA                   |
| 24 | Tichakorn Boonlert     | C     | 21 marzo 2001    | Diamond Food          |
| 29 | Wimonrat Thanapan      | C     | 2 aprile 2002    | Toray Arrows          |
| 99 | Jarasporn Bundasak     | C     | 1º marzo 1993    | Nakhon Ratchasima     |

## Turchia
| N° | Nome               | Ruolo | Data di nascita   | Squadra               |
| -- | ------------------ | ----- | ----------------- | --------------------- |
| -  | Daniele Santarelli | All   | 8 giugno 1981     | Imoco                 |
| 1  | Gizem Örge         | L     | 26 aprile 1993    | Fenerbahçe            |
| 2  | Simge Aköz         | L     | 23 aprile 1991    | Eczacıbaşı            |
| 3  | Cansu Özbay        | P     | 17 ottobre 1996   | VakıfBank             |
| 4  | Melissa Vargas     | O     | 16 ottobre 1999   | Fenerbahçe            |
| 5  | Ayça Aykaç         | L     | 27 febbraio 1996  | VakıfBank             |
| 7  | Hande Baladın      | S     | 1º settembre 1997 | Eczacıbaşı            |
| 10 | Tuğba Şenoğlu      | S     | 2 febbraio 1998   | Kuzeyboru             |
| 11 | Derya Cebecioğlu   | S     | 24 ottobre 2000   | VakıfBank             |
| 12 | Elif Şahin         | P     | 19 gennaio 2001   | Eczacıbaşı            |
| 14 | Eda Erdem          | C     | 22 giugno 1987    | Fenerbahçe            |
| 18 | Zehra Güneş        | C     | 7 luglio 1999     | VakıfBank             |
| 19 | Aslı Kalaç         | C     | 13 dicembre 1995  | Fenerbahçe            |
| 21 | Beyza Arıcı        | C     | 27 luglio 1995    | Eczacıbaşı            |
| 22 | İlkin Aydın        | S     | 5 gennaio 2000    | Galatasaray           |
| 99 | Ebrar Karakurt     | O     | 17 gennaio 2000   | Lokomotiv Kaliningrad |